# Traité de Bonn
Le traité de Bonn est un traité signé le 7 novembre 921 entre Charles le Simple et Henri l'Oiseleur. Respectivement souverains de la Francie occidentale et de la Francie orientale, les deux rois s'y reconnaissent mutuellement.